# INSAT-4C
O INSAT-4C foi um satélite de comunicação geoestacionário indiano da série INSAT que estava planejado para ser colocado na posição orbital de 74 graus de longitude leste, ele foi construído e também era para ter sido operado pela Organização Indiana de Pesquisa Espacial (ISRO). O satélite foi baseado na plataforma I-2K (I-2000) Bus e sua vida útil estimada era de 10 anos.

## Lançamento
O satélite foi lançado ao espaço no dia 10 de julho de 2006, por meio de um veículo GSLV Mk.1 a partir do Centro Espacial de Satish Dhawan, na Índia. Ele tinha uma massa de lançamento de 2.168 kg.

## Fracasso da missão
O satélite INSAT-4C não conseguiu atingir a órbita devido a um mau funcionamento do veículo de lançamento. Logo após a falha, a ISRO anunciou que pretendia lançar um satélite idêntico até julho de 2007.
O satélite substituto, o INSAT-4CR, foi lançado em 2 de setembro de 2007, mas a órbita alcançada foi menor do que a planejada. O INSAT-4CR tinha combustível suficiente para chegar a uma órbita geoestacionária operacional por conta própria, mas a vida útil de serviço disponível no satélite foi reduzida em 5 anos.

## Capacidade e cobertura
O INSAT-4C era equipado com 12 transponders em Banda Ku para fornecer serviços de telecomunicação para a Índia.